# Tírvia
Tírvia là một đô thị trong tỉnh Lérida, cộng đồng tự trị Cataluña Tây Ban Nha. Đô thị Tírvia có diện tích là 8,76 ki-lô-mét vuông, dân số năm 2009 là 159 người với mật độ 18,5 người/km². Đô thị Tírvia có cự ly km so với tỉnh lỵ Lérida.